# バンリ県

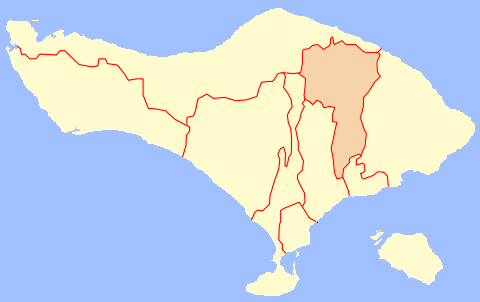
バンリ県の位置

バンリ県 (バンリけん、Kabupaten Bangli) は、インドネシア共和国バリ州東部の県（第二級地方自治体=Daerah Tingkat II）。

## 概要
バリ州で唯一の内陸県であり、海岸線を持たない。県域は北を頭にしたオタマジャクシ形で、首都である古都バンリは尾の中心よりやや先（南）の方にある。頭にあたる北部キンタマーニ郡にキンタマーニ高原がある。
- 面積：520.81 km²
- 人口：197,210 人

## 歴史
- 2020年 - 世界的な新型コロナウイルスの感染拡大に伴い、インドネシア政府は外国人の入国を制限（2021年10月に制限付き解除）。
- 2021年10月16日、マグニチュード4.8の地震が発生。多数の建築物が破損[1]。

## 地域
バンリ県は4つの郡 (Kecamatan) に分かれる。
- キンタマーニ郡
- バンリ郡
- トゥンブク郡
- ススッ郡

## 隣接県
- ギャニャール県（南西）
- バドゥン県（西）
- ブレレン県（北）
- カランガスム県（東）
- クルンクン県（南東）